# Federico Blodek
Federico Blodek Fischer (Viena, 23 de septiembre de 1905 - 4 de julio de 2001) fue un ingeniero y arquitecto austriaco. Desarrolló su obra en Medellín y otras ciudades de Colombia, donde diseñó varios hitos de la arquitectura moderna de ese país. 

## Vida y obra
Nació en 1905 en Viena, entonces la capital del Imperio austrohúngaro. En 1932 se graduó como ingeniero de la Universidad Técnica de esa ciudad. Luego realizó una maestría en Arquitectura y trabajó tres años como asistente de obras del arquitecto Erwin Boc, con quien participó en proyectos en Viena, Estambul y Yugoslavia.

### En Colombia

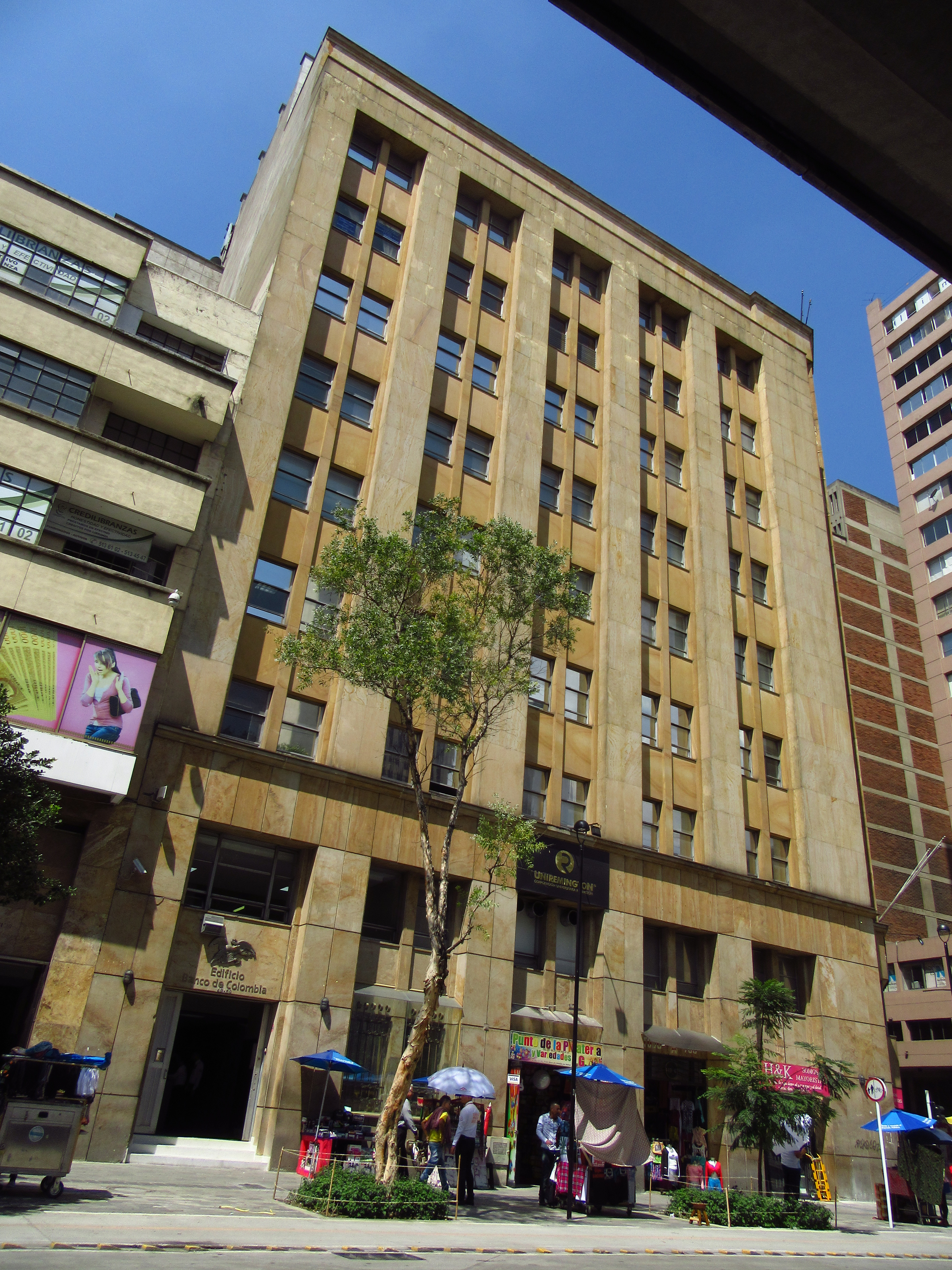
Fachada oriental del Edificio Banco de Colombia en el centro de Medellín.

En 1938, durante la Segunda Guerra Mundial, entró en contacto con su colega y compatriota Karl Brunner y decidió emigrar al puerto colombiano de Barranquilla.  Allí fue ingeniero constructor y jefe de arquitectos de la firma Cornelissen y Salcedo S.A. En 1943 la firma Ospinas le encargó el diseño del pabellón del colegio La Enseñanza en la avenida Chile, al norte de Bogotá.
En 1947 se trasladó a Medellín. Buena parte de esas obras las desarrolló con Tulio Ospina Pérez, Rafael Mesa y Juan Felipe Restrepo, con quienes se asoció en la firma Arquitectura y Construcciones. Entre 1945 y 1950, diseñó en el centro de esa ciudad importantes proyectos corporativos como los edificios de oficinas Suramericana, Fabricato (que fue el más alto de la ciudad) y Banco de Colombia. 
Entre 1950 y 1955 desarrolló proyectos de vivienda, como los edificios Claret, Caracas, Sacatín, Caldas, Echavarría Misas y San Francisco, los dos últimos en el parque de Bolívar. A su vez, en 1953 diseñó la Plaza de Flórez y en 1955 el Monumento a la Choza de Marco Fidel Suárez en Bello. En 1956 diseñó el edificio Suramericana en la plaza de Caycedo, en el centro de Cali.